# Stiff upper lip (termo)
Stiff upper lip (em português: "lábio superior rígido") é uma expressão idiomática inglesa que significa alguém que demonstra coragem e estoicismo diante da adversidade, ou que exerce grande autocontrolo na expressão de emoções. A frase é mais comummente ouvida como parte da expressão "keep a stiff upper lip" (em português:  manter o lábio superior rígido) e tem sido tradicionalmente usada para descrever um atributo do povo britânico de permanecer resoluto e sem emoção quando confrontado com a adversidade.

## Origens
A ideia do stiff upper lip remonta à Grécia Antiga – aos espartanos, cujo culto à disciplina e ao auto-sacrifício foi uma fonte de inspiração para o sistema escolar público inglês; e aos estoicos. As ideias estoicas foram adotadas pelos romanos, particularmente pelo imperador Marco Aurélio, que escreveu: "Se você está angustiado por qualquer coisa externa, não é essa coisa que o perturba, mas o seu próprio julgamento sobre ela. E está no seu poder acabar com esse julgamento agora." O conceito chegou à Inglaterra na década de 1590 e apareceu nas peças de William Shakespeare. O seu herói trágico Hamlet diz: "Não há nada que seja bom ou mau, mas o pensamento torna-o assim".
Poemas que apresentam uma evocação memorável do estoicismo vitoriano e uma postura rígida incluem "If—" de Rudyard Kipling e "Invictus" de W.E. Henley. A frase tornou-se um símbolo do povo britânico, e particularmente daqueles que eram alunos do sistema escolar público inglês durante a era vitoriana. Estas escolas eram fortemente influenciadas pelo estoicismo e visavam incutir um código de disciplina e devoção ao dever nos seus alunos através de desportos competitivos de "formação de carácter" (como imortalizado no poema " Vitai Lampada"), castigos corporais e duches frios.

## Exemplos
Os seguintes exemplos são frequentemente citados como exemplos de "stiff upper lip":
- Sir Francis Drake terminando uma partida de boling antes de embarcar na derrota da Armada Espanhola em 1588.
- Durante a Batalha de Waterloo, a avaliação calma do Conde de Uxbridge sobre os seus ferimentos (ele havia perdido a perna) ao Duque de Wellington após ser atingido por uma bala de canhão.[7]
- Poema de Rudyard Kipling If—, publicado pela primeira vez em 1910.
- Durante o naufrágio do HMS Birkenhead em 1852, os soldados ficaram em fileiras a bordo, permitindo que mulheres e crianças embarcassem com segurança e escapassem do naufrágio.
- Em 1912, durante a Expedição Terra Nova, o Capitão Lawrence Oates, ciente de que a sua própria saúde debilitada estavaa comprometer as hipóteses de sobrevivência dos seus três companheiros, calmamente deixou a tenda e escolheu a morte certa, dizendo: "Vou apenas sair e talvez demore um pouco".
- Em 1912, o Capitão Edward Smith comandou a evacuação do RMS Titanic antes de afundar com o navio.
- O Major Allison Digby Tatham-Warter, que usava chapéu-coco e carregava um guarda-chuva em batalha na Segunda Guerra Mundial, de modo mais famoso na batalha pela Ponte de Arnhem.
- Em 1982, o Capitão Moody a bordo do Voo 9 da British Airways de Londres para Auckland, ao perceber que todos os motores da aeronave tinham parado por causa das cinzas vulcânicas, anunciou aos passageiros: "Temos um pequeno problema. Todos os quatro motores pararam. Estamos a fazer o máximo para fazê-los funcionar novamente. Espero que vocês não estejam com muita dificuldade." Os pilotos finalmente conseguiram reiniciar os motores e desviar o avião com segurança para Jacarta.
- Em 1989, o voo 232 da United Airlines sofreu uma falha catastrófica no motor que deixou todo o sistema hidráulico inoperante, deixando a aeronave praticamente incontrolável, com exceção dos aceleradores do motor. O capitão Al Haynes manteve um saudável sentido de humor autodepreciativo durante toda a provação, o que pôde ser claramente ouvido no gravador de voz da cabine . A tripulação, juntamente com passageiros que eram pilotos e engenheiros de voo fora de serviço, conseguiram fazer um pouso forçado da aeronave no Aeroporto Sioux Gateway, no Iowa. Em cenários de simulação, nenhuma tripulação conseguiu chegar ao aeroporto, e o evento é frequentemente citado como um dos melhores exemplos de gestão de recursos da tripulação em uma situação de emergência.